# Telema circularis
Telema circularis is een spinnensoort in de taxonomische indeling van de Telemidae.
Het dier behoort tot het geslacht Telema. De wetenschappelijke naam van de soort werd voor het eerst geldig gepubliceerd in 2008 door L. J. Tong & S. Q. Li.